# Illern (1918)
Illern (In), officiellt HM Ubåt Illern, var en ubåt i svenska Kungliga flottan som sjösattes 1918. Ubåten var den första i svensk tjänst som skulle döpas till Illern. Den var av Bävern I-typ där Bävern och Uttern även ingick. Illern kolliderade med M/S Birkaland av Göteborg i Kalmarsund och sjönk, varvid en man omkom. Illern bärgades några veckor senare, men skrotades därefter.

## Kollisionen
Vid passerandet av djuprännan i Kalmarsund den 12 augusti 1943 kolliderade Illern klockan 06:47 med motorfartyget Birkaland av Göteborg i närheten av ett i rännan förankrat mudderverk. Ubåten började genast vattenfyllas. Hängande på motorfartygets förstäv fördes Illern av Birkaland några hundra meter utanför rännan. När Birkaland därefter backade loss från ubåten, sjönk denna. Vid kollisionen slungades flera man av Illerns besättning i sjön och en man över på mudderverket. Samtliga ombordvarande på Illern räddades utom flaggubåtsmaskinist K.G. Hamnér som var bland dem som fallit i sjön vid kollisionen. Hans döda kropp flöt iland två veckor senare vid Färjestaden på Öland.